# Медіасистеми Норвегії
Норвегія — суверенна та унітарна монархія, країна з найвищим рівнем свободи слова, демократії. Стаття 100 конституції Норвегії 1814 року підготувала підґрунтя свободи ЗМІ.

## Загальна характеристика медіасистеми Норвегії
Сьогодні засоби масової інформації є вільними, а журналісти не підлягають цензурі чи політичному тиску. Насильство проти журналістів та засобів масової інформації є рідкісним, за винятком випадків, пов'язаних із радикальними ісламістськими рухами. Закон про право власності на медіа, закон про боротьбу з концентрацією медіавласності, прийнятий у 1997 році, забороняє провідним медіа-групам, таким як Egmont, Schibsted, та Amedia, володіти більш ніж 40 % акцій будь-якої телевізійної станції, радіостанції чи газети. Державні субсидії для засобів масової інформації є недоступними для загальних новинних друкованих ЗМІ (також звільнені від податку на додану вартість) та доступними для друкованих засобів масової інформації, що спеціалізуються на думках. У березні 2017 року медіа-коаліція розпочала проект #ETTMINUTT, спрямований на нагадування громадськості про важливість плюралізму та незалежності засобів масової інформації у забезпеченні надійних новин та інформації.

### Радіостанції Норвегії
Норвегія стане першою країною, яка почне відключати мережу FM-радіо, повідомляє The Guardian. Критики ініціативи вказують на те, що уряд поспішає рухатися в бік нових технологій і багато людей переживають, що можуть пропустити аварійні оповіщення, які до цих пір транслювалися за допомогою FM-радіо. Також вони занепокоєні тим, що два мільйони автомобілів на дорогах Норвегії не оснащені приймачами цифрового аудіо мовлення (DAB).
Видання також цитує соціологічне опитування, згідно з яким 66 % норвежців виступають проти відключення FM-радіо, а 17 % його підтримують. Решта опитаних не визначилися.
Проте, парламент Норвегії остаточно схвалив рішення і перехід до цифрового радіомовлення розпочнеться наступного тижня. Головним аргументом «за» стало те, що цифрові мережі роблять можливим мовлення більшої кількості каналів.
Швейцарія планує подібний крок в 2020 році, Велика Британія і Данія також розглядають подібний перехід. Досвід Норвегії може спонукати ці країни до більш активних дій щодо запровадження DAB.

## Основні радіостанції, які працювали в межах країни
Державна телерадіокомпанія NRK є найбільшим телерадіомовником у країні. В її розпорядженні знаходяться три радіостанції: NRK P1 (загальна тематика), NRK P2 (культурно-просвітницька тематика), NRK P3 (музична радіостанція для молоді). У країні також є Інтернет-радіостанція Ordentlig Radio.
NRK P1 — один з трьох загальнонаціональних цифрових радіоканалів, що експлуатується Норвезькою мовною корпорацією (NRK). Це є результатом реформи радіоканалу NRK, започаткованого в 1993 році режисером радіо Тору Фуглевіком.
NRK P1 є прямим нащадком першої радіостанції NRK, яка почала трансляцію в 1933 році. Програма P1 призначена для широкого демографічного зрілості, і це найпопулярніша радіостанція Норвегії, щодня щодня обслуговує близько 1,9 мільйонів слухачів.
Штаб-квартира P1 розташована в районі Тхолт, Тронхейм, і більшість його програм виготовляються там, за винятком трансляцій новин, які виробляються разом з деякими іншими програмами в Мережі мовлення у Марієнлісті, Осло.
NRK Alltid nyheter — норвезька радіостанція з новин, керована Норвезькою мовною корпорацією (NRK). Вона почала трансляцію 14 квітня 1997 року як перший всесвітньо відомий канал новин (DAB / Eureka 147). Вона була розпочата як частина спроби залучення слухачів до цифрового радіо DAB. Спочатку станція використовувала таку ж модель виробництва, як ABC NewsRadio в Сіднеї, Австралія. У 2002 році станція переїхала в штаб-квартиру NRK у м. Марієнліст, Осло, де виробляються інші новини NRK.
Спочатку станція транслювала новини кожні п'ятнадцять хвилин менш офіційно, ніж традиційне радіо. Вона мала власний штат з 16 журналістів, які створювали історії на основі матеріалів, що надаються основним інформаційним відділом NRK, World Service BBC та радіо Sveriges.
Незважаючи на те, що спочатку радіостанція була створена для залучення слухачів до DAB, пізніше було вирішено, що покриття DAB є занадто низьким, а NRK Alltid nyheter розпочав паралельні трансляції FM у 17 найбільших містах Норвегії.

## Телебачення Норвегії
Телерадіомовлення в країні також ведеться і саамською мовою, а для глухонімих працює спеціальний телеканал NRK1 Tegnspråk з сурдоперекладом. З приватних телеканалів виділяються TV 2, TVNorge і Viasat 4.
NRK Hordaland — норвезький регіональний телевізійний канал Норвезької мовної корпорації, що віщає на території норвезької губернії Хордалан. Центр мовлення — Берген. У зону мовлення входять такі великі міста, як Стур і Одда (зі своїми відділеннями NRK Hordaland).
NRK Super — дитячий телевізійний канал, створений при Норвезькій мовній корпорації. Почав мовлення 1 грудня 2007, віщає на одній частоті з телеканалом NRK3 з 7 ранку до 7 вечора. Аудиторію становлять діти від 2 до 12 років. Запуск каналу був здійснений згідно з рішенням Норвезької мовної корпорації. Вартість створення телеканалу і ліцензії варіювалася від 50 до 60 мільйонів крон. Це був крок у відповідь NRK після запуску Disney Channel в Норвегії, який віщав там вже кілька років: головна телерадіокомпанія країни не хотіла втрачати дитячу аудиторію і тим самим пішла на ризик.
Охоплення мовлення NRK в країні був 100-відсотковим, і частина дитячих програм виходила одночасно на новому NRK Super і головному телеканалі NRK1. З 2010 року телеканал став повністю незалежним від інших проектів Норвезької мовної корпорації і увійшов у всі телепакети. З тих пір всі дитячі програми виходять тільки на NRK Super.

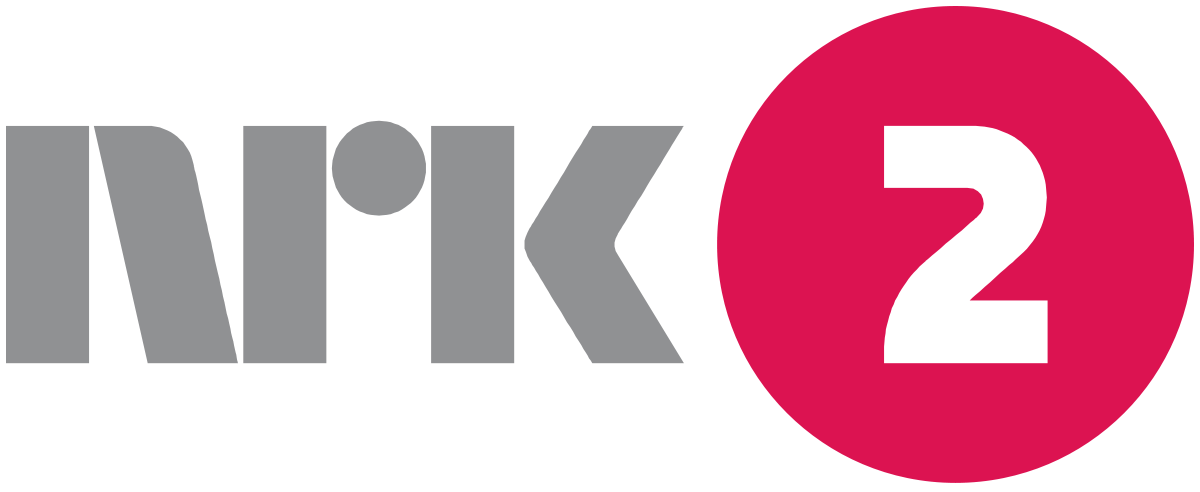
NRK 2 Логотип

NRK2 — норвезький громадський розважальний телеканал. Входить в NRK. У 1990 році Норвезька мовна корпорація почала експериментальне мовлення Другої програми. 1 вересня 1996 року було запущено телеканал NRK To (з норв. — «НВК Два»), який був призначений переважно для молоді. Мовлення його велося частіше у великих містах, і тільки до початку 2000-х років, після розширення наземного цифрового телемовлення, в зону охоплення потрапила вся Норвегія.
Другий телеканал Норвезького телебачення був орієнтований на розважальні програми, телесеріали, мультфільми та інтерактивні шоу. Символом телеканалу стало шоу «Svisj», в якому за допомогою СМС-голосування глядачі обирали найкращий музичний відеокліп. Рейтинг телеканалу NRK To був нижче, ніж у TV 2 і TV Norge, що призвело до чергових змін в сітці мовлення. У 2000 році телеканал отримав свою сучасну назву, але зберіг прихильність молодіжної аудиторії. У 2007 році з ініціативи журналістів телеканалу з'явилися дитячий телеканал NRK Super і телеканал NRK3 для молоді студентського віку. З 2010 року він веде мовлення і в форматі HD.

## Газети Норвегії
Ávvir — газета північносаамською мовою. Виходить в Північній Норвегії, у фюльке Фіннмарк, п'ять днів на тиждень (з вівторка по суботу). Ávvir — єдина в світі щоденна газета північносаамською мовою. Офіси газети знаходяться в Карасйок і Каутокейно норвезького фюльке Фіннмарк. Штат редакції складається з 12 кореспондентів, що працюють в комунах Тана, Карасйок, Каутокейно, а також в Тромсе. Газета Ávvir друкується в друкарні газети Finnmark Dagblad [no] в місті Гаммерфест.
Сертифікований чистий тираж газети за даними Асоціації видавців газет становив в 2008 і 2009 роках 1204 примірника, в 2010 році — 1271 примірник (при оцінці загального числа носіїв мови в Норвегії в 15 тисяч чоловік).
Altaposten (норв.) («Алтапостен») — щоденна газета норвезькою мовою, видається в місті Алта (фюльке Фіннмарк, Норвегія). Виходить із понеділка по суботу.
Газета була заснована в 1969 році, її першим головним редактором був Ейстейн Далланн (Øystein Dalland). З 1988 року газету очолював Ульф Йоргенсен (Ulf Jørgensen), а з 2001 року по теперішній час (2011) — Рольф Едмунд Лунд (Rolf Edmund Lund).
Тираж у 2010 році становив 5117 примірників.
Altaposten — один із засновників газети Ávvir.
Газета Altaposten була власником саамської газети Áššu, що видавалася в Каутокейно. У 2008 році в результаті злиття газет Áššu і іншої саамської газети, Min Áigi [no], що видавалася в Карасйок, утворилася газета Ávvir, яка стала єдиною в світі щоденною газети на північносаамською мовою (офіси газети знаходяться в Карасйок і Каутокейно). Altaposten є одним з співвласником газети Ávvir, спільно з газетою Finnmark Dagblad та іншими співвласниками.
Svalbardposten (англ. Svalbard Post, рус. Свальбард Пост) — щотижнева газета норвезькою мовою, яка видається в селищі Лонгйір архіпелагу Шпіцберген. Газета доставляється по п'ятницях передплатникам селищ Лонгйір, Нюбюен, Ню-Олесунн і Свеагрува. «Svalbardposten» є самим північним у світі регулярним друкованим виданням. У 2004 році у газети був 3271 передплатник, що перевищує загальну чисельність населення Шпіцбергена. Видавництво газети «Свальбард Пост» є некомерційною організацією.
Спочатку «Свальбард Пост» була настінною газетою, що складалася з чотирьох сторінок, яка видавалася в період з вересня по травень і клеїлася в шахтарських гуртожитках. Газета була в основному гумористичною з мінімальною кількістю новин. З 1971 року редактором газети стала Благодійний Рада Шпіцбергена. Завдяки цьому газета стає серйознішою, додаються серйозні журналістські статті, професійні фотографії та оголошення. Газета почала виходити раз на два тижні, по суботах. На посаду головного редактора стали проводитися вибори. Редактори обиралися терміном на 4 роки.
В результаті фінансових труднощів, наприкінці 1980-х років газета провела реорганізацію. Газета знову почала виходити по п'ятницях, але вже цілий рік. Відповідальним видавцем стало Міністерство юстиції Норвегії, а в 1992 році цю роль взяла на себе АЛЕ «Фонд Свальбард Пост». З 1996 року газета друкується на материку і входить в «Національну асоціацію місцевих газет». У 1997 році редакція запустила інтернет-сайт.

## Цікаві факти
- Норвегія стала першою неангломовною країною, в якій з'явився Інтернет: в 1971 році норвезький інститут сейсмічних досліджень NORSAR в Х'єллері з'єднався з американським сейсмічним центром SDAC, підключеним до комп'ютерної мережі ARPANET з метою контролю за виконанням договору з СРСР про нерозповсюдження ядерної зброї і фіксування підземних поштовхів, викликаних ядерними випробуваннями. До 2006 року число користувачів Інтернету склало 79 % від населення країни, а до 2012 року — всі 95 % .
- У Норвегії зареєстровано домен національного рівня, також там є своя точка обміну інтернет-трафіком під назвою NIX, розташована в Осло.
- У Норвегії заборонена будь-яка реклама, спрямована на дітей до 11 років.